# Ангушт (футбольный клуб)
«Ангу́шт» — российский футбольный клуб из Назрани, существовавший с 1993 по 2006 год, а затем воссозданный в 2007 году.

## История
ФК «Ангушт» основан в 1993 году. Этому событию предшествовала инициатива Дауда Мальсагова, ответственного работника Госкомспорта Ингушской республики, и главы администрации Малгобека Исмаила Мержоева, которые обратились с этой идеей к президенту Ингушетии Р. Аушеву. Официальной датой создания «Ангушта» принято считать 20 декабря 1993 года. В этот день было подписано соответствующее распоряжение.
Формированием команды занимались главный тренер Тимур Куриев и Дауд Мальсагов, который являлся действующим футбольным арбитром. В команду были приглашены Александр Суворов, Беслан Албаков, Иса Мархиев, Адам Дзейтов, Юрий Гурижев, Магомед Хасханов, Казбек Ужахов, Казбек Ториев.
В 1994 году команда под названием «Ингушетия» включилась в первенство среди команд второй зоны третьей лиги. На финише первенства «Ингушетия» заняла 8 место из 17 команд. Лучшим бомбардиром стал Иса Мархиев с девятью забитыми голами. С 1995 года команда носит название «Ангушт». Тогда на один сезон команда переехала в город Малгобек, но затем вернулась в Назрань.
В розыгрыше Кубка России 1995/96 команда вышла в 1/16 финала, где победила команду высшей лиги «Ростсельмаш» со счётом 1:0. В третьей лиге «Ангушт» занял второе место — и вышел во вторую лигу, где занял 7-е место. В команду пришли Ю. Гугуев, братья Александр и Валерий Горошинские, Тимур и Зелемхан Зангиевы, А. Даурбеков. Лучший бомбардир — Иса Мархиев − 13 голов.
В 1997 году пришёл Умар Мархиев и четверо грузинских легионеров Ника Хеладзе, Владимир Чкония, Александр Шекриладзе и Георгий Балашвили, команда заняла 11 место. Лучший бомбардир вновь Иса Мархиев с 11 голами. В 1998 году в «Ангушт» пришли Руслан Идигов, Рамзан Цуцулаев, Тимур Джабраилов, Магомед Магомаев, команда заняла второе место. Лучшим бомбардиром зоны стал Юсуп Гугуев с 29 голами.
В 1999 году ушёл главный тренер Тимур Куриев, был назначен Умар Мархиев. Пришли Беслан Илиев, Абдулхамид Ахильгов, Ризван Садаев, Апти Аушев, Магомед Гелисханов, Ваха Келигов. «Ангушт» занял 6 место, лучшим бомбардиром зоны и клуба стал Иса Мархиев − 34 гола. В 2000 году «Ангушт» занял 3 место. Юсуп Гугуев стал лучшим бомбардиром зоны «Юг» − 30 голов.
В 2001 году команду покинул ряд ведущих игроков — Р. Идигов, И. Байтиев, Т. Джабраилов, М. Магомаев, Р. Садаев, Р. Цуцулаев и другие. В ходу сезона вместо Мархиева был назначен Борис Каюшников. Команда заняла 8 место. Гугуев и Мархиев стали лучшими бомбардирами, забив по 19 голов. В 2002 году пришёл Ханкаров. «Ангушт» занял 7 место. Лучшим бомбардиром стал С.-Х. Ханкаров — 8 голов.
Накануне сезона 2003 года, как в руководстве «Ангушта», так и в игровом составе произошли кардинальные перемены: по причине отказа от финансирования со стороны спонсоров и по ряду других причин команду покинули главный тренер Каюшников и во многом определявшие игру «Ангушта» Мархиев, Гугуев и Саидахмедов. Главным тренером был вновь назначен Куриев. Сезон команда доигрывала без главного тренера, который погиб в ночь с 13 на 14 октября в автокатастрофе. «Ангушт» стал восьмым при 38-ми сыгранных матчах. На старте первенства 2004 года в «Ангушт» вернулись прежние лидеры, но клуб занял 8 место. Лучшим бомбардиром клуба стал З. Зангиев — 9 голов. Начавшаяся в предыдущем сезоне тренерская чехарда продолжала сказываться и в начале сезона 2005 года. Но затем последовавшая передача команды в ведение концерна «Ингушнефтегазпром», руководителем которого был Магомед Мухиев — он же президент клуба. Вновь главным тренером был назначен Умар Мархиев и вместе с ним в команду вернулись ряд специалистов. Команду пополнили защитники Алихан Рамазанов, Константин Зимулька, вратарь Денис Захаров.
В 2006 году в остром соперничестве с волгоградским «Ротором» и пятигорским «Машуком-КМВ» задача выхода команды в первый дивизион была решена за один тур до окончания первенства. Лучший бомбардир клуба Ю. Гугуев — 15 голов. Готовясь к дебюту в первом дивизионе, «Ангушт» большей частью сохранил состав. Было сделано два приобретения — вернувшийся Олег Фоменко и Евгений Евменьев, а также молодые местные игроки Ислам Цуроев и Ахмед Барахоев. По ходу сезона пришёл голкипер Адам Исмаилов. По-прежнему линию атаки составляли легенды клуба — Иса Мархиев и Юсуп Гугуев. В их активе значатся 359 (208+151) забитых голов. В начале сезона после неудачного старта подал в отставку Умар Мархиев. Обязанности главного тренера были возложены на старшего тренера Мархиева Джамала, который пробыл в этой должности до 31 июля, а с 1 августа главным тренером стал Иса Мархиев. «Ангушт», заняв последнее 22 место, покинул первый дивизион. Лучший бомбардир клуба — М. Хасханов (7 голов).
После вылета «Ангушта» из Первого дивизиона 2006 в 2007 и 2008 годах Назрань была представлена только на любительском уровне: в турнире зоны «ЮФО» Первенстве ЛФЛ принимал участие клуб «Онгушт» (ранее, в 2005 году, там же играла команда «Ангушт-2», а в 2003 году — «Ангушт-2-Нефтяник» Малгобек). Затем, с 2009 года «Ангушт» вновь получил статус профессионального клуба. С 2009 года по 2012 год наряду с участием в первенстве РФ идёт также становление клуба. С 2010 года в структуре клуба появляется собственная детская футбольная школа. Главным тренером назначается воспитанник «Ангушта» Тимур Зангиев. В сезоне 2012/13 «Ангушт» в острой конкурентной борьбе с новороссийским «Черноморцем» занял первое место в зоне «Юг» и завоевал путёвку в ФНЛ. В сезоне 2013/14, ввиду отсутствия должного финансирования, «Ангушт» занял последнее место в турнире ФНЛ и выбыл во второй дивизион.
Сезон 2014/15 проходил в 2 этапа, и сезон команда провалила: на первом этапе в группе 2 «Ангушт» занял 7 место, что позволило играть в группе А и бороться за выход в ФНЛ, но в группе А «Ангушт» занял последнее 12 место. В кубке России 2014/15 «Ангушт» уступил на первой же стадии 1/128 финала «Спартаку» из Нальчика 0:1.
В сезоне 2015/16 «Ангушт» занял пятое место. По истечении контракта клуб покинули главный тренер Арслан Халимбеков (руководил в этом сезоне) и 8 футболистов.
4 июня 2019 года, после завершения сезона 2018/19, стало известно, что «Ангушт» не примет участия в сезоне 2019/20 Первенства ПФЛ, а будет выступать в любительском первенстве России (зона ЮФО/СКФО).
В сентябре 2021 года три игрока команды были отлучены от футбола (Берхан Алиев на два года, Магомед Балаев и Руслан Зязиков на один) за участие в инциденте во время и после матча «Энергетик» Прохладный — «Ангушт» (2:1), включавшем в себя избиение судей и массовую драку.
21 февраля 2024 года клуб получил аттестат для участия в турнире дивизиона «Б» Второй лиги.

## Результаты выступлений
| Сезон | Лига/Дивизион              | Место    | Кубок | Примечания                                       | Примечания                                       |
| ----- | -------------------------- | -------- | ----- | ------------------------------------------------ | ------------------------------------------------ |
| 1994  | Третья лига, зона 2        | 8 из 17  | —     |                                                  |                                                  |
| 1995  | Третья лига, зона 1        | из 15    | 1/8   | Выход во вторую лигу                             | Выход во вторую лигу                             |
| 1996  | Вторая лига, зона «Запад»  | 7 из 20  | 1/256 |                                                  |                                                  |
| 1997  | Вторая лига, зона «Запад»  | 11 из 20 | 1/128 |                                                  |                                                  |
| 1998  | Второй дивизион, зона «Юг» | из 21    | 1/256 |                                                  |                                                  |
| 1999  | Второй дивизион, зона «Юг» | 6 из 19  | 1/64  |                                                  |                                                  |
| 2000  | Второй дивизион, зона «Юг» | из 20    | 1/256 |                                                  |                                                  |
| 2001  | Второй дивизион, зона «Юг» | 8 из 20  | 1/256 |                                                  |                                                  |
| 2002  | Второй дивизион, зона «Юг» | 7 из 21  | 1/256 |                                                  |                                                  |
| 2003  | Второй дивизион, зона «Юг» | 8 из 20  | 1/256 | «Ангушт-2-Нефтяник» Малгобек — в Первенстве КФК  | «Ангушт-2-Нефтяник» Малгобек — в Первенстве КФК  |
| 2004  | Второй дивизион, зона «Юг» | 8 из 17  | 1/64  |                                                  |                                                  |
| 2005  | Второй дивизион, зона «Юг» | из 13    | 1/128 | Выход в первый дивизион                          | «Ангушт-2» — в Первенстве ЛФЛ                    |
| 2006  | Первый дивизион            | 22 из 22 | 1/16  | Вылет из первого дивизиона. Выход из состава ПФЛ | Вылет из первого дивизиона. Выход из состава ПФЛ |

В первенствах России 2007 и 2008 годов «Ангушт» участия не принимал по причине отсутствия финансов, участвовал в первенстве любительской лиги зоны «ЮФО» под названием «Онгушт». В 2009 году, успешно пройдя лицензирование, он был включён в зону «Юг» второго дивизиона под названием «Ангушт».
| Сезон   | Лига/Дивизион                       | Место    | Кубок                   | Примечания                      | Примечания |
| ------- | ----------------------------------- | -------- | ----------------------- | ------------------------------- | --- |
| 2007    | Первенство ЛФЛ, зона «ЮФО»          | 7 из 11  | —                       |                                 | |
| 2008    | Первенство ЛФЛ, зона «ЮФО»          | 13 из 14 | —                       | Включение во второй дивизион    | Включение во второй дивизион |
| 2009    | Второй дивизион, зона «Юг»          | 16 из 18 | 1/512                   |                                 | «Ангушт-2 РС ДЮСШ», «Назрань» («Ангушт-2»), «РСДЮСШ-Ингушетия» Малгобек/ «РСДЮСШ-Ангушт-2» Малгобек — в Первенстве ЛФЛ/ЛФК/III див. |
| 2010    | Второй дивизион, зона «Юг»          | 10 из 17 | 1/64                    |                                 | «Ангушт-2 РС ДЮСШ», «Назрань» («Ангушт-2»), «РСДЮСШ-Ингушетия» Малгобек/ «РСДЮСШ-Ангушт-2» Малгобек — в Первенстве ЛФЛ/ЛФК/III див. |
| 2011/12 | Второй дивизион, зона «Юг»          | 7 из 18  | 1/256                   |                                 | «Ангушт-2 РС ДЮСШ», «Назрань» («Ангушт-2»), «РСДЮСШ-Ингушетия» Малгобек/ «РСДЮСШ-Ангушт-2» Малгобек — в Первенстве ЛФЛ/ЛФК/III див. |
| 2012/13 | Второй дивизион, зона «Юг»          | из 17    | 1/256                   | Выход в ФНЛ                     | «Ангушт-2 РС ДЮСШ», «Назрань» («Ангушт-2»), «РСДЮСШ-Ингушетия» Малгобек/ «РСДЮСШ-Ангушт-2» Малгобек — в Первенстве ЛФЛ/ЛФК/III див. |
| 2013/14 | Первый дивизион                     | 19 из 19 | 1/16                    | Вылет в ПФЛ                     | «Ангушт-2 РС ДЮСШ», «Назрань» («Ангушт-2»), «РСДЮСШ-Ингушетия» Малгобек/ «РСДЮСШ-Ангушт-2» Малгобек — в Первенстве ЛФЛ/ЛФК/III див. |
| 2014/15 | Первенство ПФЛ, зона «Юг»           | 12 из 18 | 1/128                   |                                 | «Ангушт-2 РС ДЮСШ», «Назрань» («Ангушт-2»), «РСДЮСШ-Ингушетия» Малгобек/ «РСДЮСШ-Ангушт-2» Малгобек — в Первенстве ЛФЛ/ЛФК/III див. |
| 2015/16 | Первенство ПФЛ, зона «Юг»           | 5 из 14  | 1/128                   |                                 | |
| 2016/17 | Первенство ПФЛ, группа «Юг»         | 13 из 16 | 1/128                   |                                 | |
| 2017/18 | Первенство ПФЛ, группа «Юг»         | 15 из 17 | 1/64                    |                                 | |
| 2018/19 | Первенство ПФЛ, группа «Юг»         | 14 из 15 | 1/256                   | Переход на любительский уровень | Переход на любительский уровень |
| 2019    | III дивизион (ЛФК), зона «ЮФО/СКФО» | 6 из 9   | —                       |                                 | |
| 2020    | III дивизион (ЛФК), зона «ЮФО/СКФО» | из 7     | —                       |                                 | |
| 2021    | III дивизион (ЛФК), зона «ЮФО/СКФО» | из 10    | —                       |                                 | |
| 2022    | III дивизион (ЛФК), зона «ЮФО/СКФО» | 5 из 9   | —                       |                                 | |
| 2023    | III дивизион (ЛФК), зона «ЮФО/СКФО» | 3 из 16  | —                       | Переход во Вторую лигу          | Переход во Вторую лигу |
| 2024    | Вторая лига, дивизион «Б», группа 1 |          | 1-й раунд пути регионов |                                 | |

## Достижения
Первый дивизион/ФНЛ
- 19-е место: 2013/14

Второй дивизион (зона «Юг»)
- Победитель: 2012/13

Кубок России
- 1/16 финала: 2013/14

## Названия
- 1993—1994: «Ингушетия»
- 1995: «Ангушт» (Малгобек)
- 1996—2006: «Ангушт» (Назрань)
- 2007—2008: «Онгушт»
- C 2009: «Ангушт»

## Цвета клуба
| Белый | Зелёный |